# Fnatic
Fnatic (phát âm là "fanatic"; còn được cách điệu là fnatic hoặc FNATIC) là một tổ chức thể thao điện tử chuyên nghiệp có trụ sở tại London, Vương quốc Anh. Được thành lập ngày 23 tháng 7 năm 2004, nó có người chơi từ khắp nơi trên thế giới thi đấu một số trò chơi.
Đội Liên minh huyền thoại của Fnatic thi đấu tại League of Legends EMEA Championship (LEC) và là một trong những tổ chức thành công nhất trong giải đấu. Đội đã giành được chức vô địch chung kết thế giới Liên Minh Huyền Thoại đầu tiên vào năm 2011 và giữ kỷ lục giành được nhiều danh hiệu LEC nhất từ năm 2011 đến năm 2020.
Đội Counter-Strike của Fnatic, có  trụ sở tại Thụy Điển, đã giành chức vô địch CS:GO Major đầu tiên trong năm 2013 và hai cái nữa từ năm 2013 đến năm 2015. Sau chuỗi kết quả đáng thất vọng kể từ đầu năm 2021, Fnatic lần đầu tiên sở hữu đội hình đa quốc tịch kể từ năm 2013.
Tổ chức đã giành được hơn 200 chức vô địch trong 30 trận đấu khác nhau kể từ khi thành lập vào năm 2004. Theo Forbes, Fnatic trị giá 260 triệu USD (tính đến  năm 2022) và nằm trong top 10 công ty thể thao điện tử có giá trị nhất.